# Rolf Schleußner
Rolf Schleußner (* 18. August 1936) ist ein ehemaliger deutscher Fußballtorwart. 1956 und 1957 spielte er für den SC Motor Karl-Marx-Stadt in der DDR-Oberliga, der höchsten Spielklasse im DDR-Fußball.

## Sportliche Laufbahn
Im DDR-Fußball wurde im Herbst 1955 eine Übergangsrunde ausgetragen, um von der Sommer-Frühjahr-Saison zum Kalenderjahr-System zu wechseln. Bei der Betriebssportgemeinschaft (BSG) Motor Dessau, deren Fußballmannschaft in der zweitklassigen I. DDR-Liga spielte, war der 19-jährige Rolf Schleußner zweiter Torwart hinter dem Stammtorhüter Gerhard Rößchen. In den 13 Spielen der Übergangsrunde kam Schleußner nur in einer Begegnung zum Einsatz. In der Spielzeit 1956 änderten sich die Verhältnisse für Schleußner zunächst nicht, denn in der Hinrunde bestritt er lediglich zwei Ligaspiele.
Zu Beginn der Rückrunde wechselte Schleußner zum Oberligisten SC Motor Karl-Marx-Stadt, der neben Erich Haake einen neuen Ersatztorwart benötigte. In drei Oberligaspielen bekam Schleußner die Gelegenheit, als Einwechselspieler seine Vertreterrolle wahrzunehmen. Nach dem Saisonende beendete Haake seine Laufbahn und Trainer Walter Fritzsch bestimmte Schleußner zur Nummer eins im Karl-Marx-Städter Tor. In den 26 Spielen der Oberligasaison 1957 fehlte Schleußner nur in zwei Partien. Der SC Motor beendete die Saison als Absteiger, musste 1958 in der I. DDR-Liga antreten und stieg auch dort binnen eines Jahres in die II. DDR-Liga ab. Unter den beiden Trainern Fritz Wittenbecher und Hans Höfer musste sich Schleußner mit seinen beiden Mitkonkurrenten Manfred Fuchs und Günther Hurtig auseinandersetzen und kam so 1958 in den 26 Ligaspielen nur auf dreizehn Einsätze. 1959 bekam der SC Motor mit 21-jährigen Guido Körner einen neuen Torwart, der Schleußner endgültig als Nummer eins im Tor ablöste. Am sofortigen Wiederaufstieg in die I. DDR-Liga war Schleußner nur noch mit drei Punktspielteilnahmen beteiligt. 1960 wechselten die Karl-Marx-Städter mit Dieter Löschner erneut ihren Stammtorwart aus, während Schleußner erneut nur drei Ligaspiele blieben. Mit der Saison 1961/62 ging er in seine letzte Spielzeit beim SC Motor Karl-Marx-Stadt. Wegen der Rückkehr zur Sommer-Frühjahr-Saison mussten in der DDR-Liga vom Februar 1961 bis Juni 1962 39 Punktspiele ausgetragen werden, in der Schleußner bei der Rückkehr in die Oberliga noch einmal in zehn Spielen aufgeboten wurde. Obwohl erst 25 Jahre alt, beendete nach dem Ende der Saison seine Laufbahn im höherklassigen Fußball, wo er innerhalb von sieben Spielzeiten siebenmal in der Oberliga und 32-mal in den DDR-Ligen eingesetzt worden war.